# Rina Hidaka

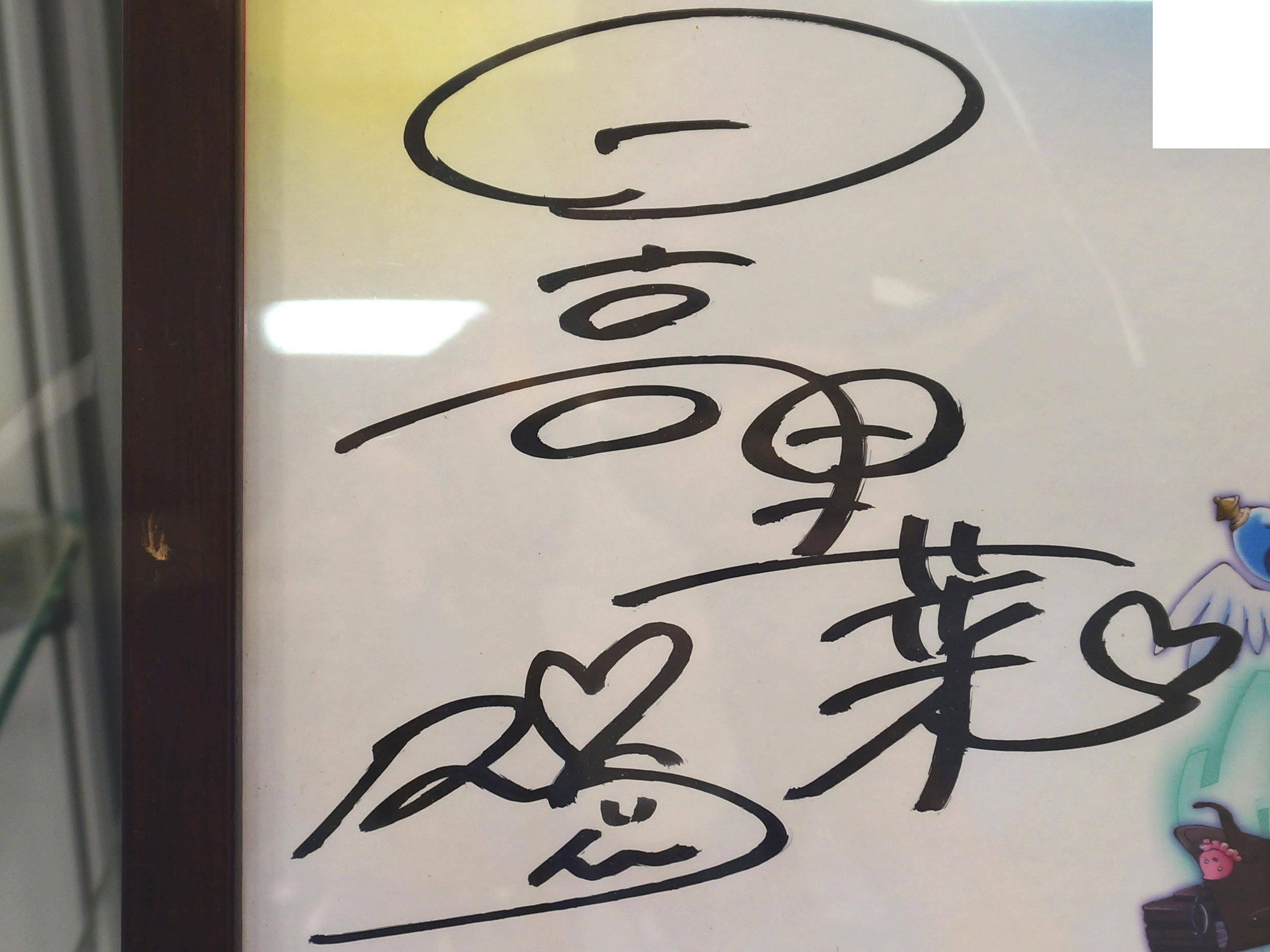
Assinatura de Rina Hidaka

Rina Hidaka (日高 里菜, Hidaka Rina, 15 de Junho, 1994) é uma dubladora nascida em Chiba, Japão. Ela é afiliada em Teatro Acadêmico.

## Trabalhos

### Anime
2008
- Michiko to Hatchin Michiko (jovem)
- Porphy no Nagai Tabi Rebecca (jovem)
- xxxHolic: Kei Kohane Tsuyuri[1]

2009
- Konnichiwa Anne: Before Green Gables Anne Shirley[1]
- Nogizaka Haruka no Himitsu: Purezza Miu Fujinomiya
- Toaru Majutsu no Index Last Order[1]

2010
- Bakuman Mina Azuki[1]
- Densetsu no Yūsha no Densetsu Bueka
- Katanagatari Konayuki Itezora[1]
- Ladies versus Butlers! Mimina Ōsawa[1]
- Major (6ªtemporada) Sunday
- Mayoi Neko Overrun! Honoka (ep 10)
- Star Driver: Kagayaki no Takuto Mizuno Yō[1]
- The World God Only Knows Lime (ep 7)
- Toaru Majutsu no Index II Last Order[1]

2011
- Dantalian no Shoka Patricia Nash (ep 6)
- Dream Eater Merry Minato Kisaragi (ep 3)
- Hoshi o Ou Kodomo Mana
- Ro-Kyu-Bu! Airi Kashii[1]
- Sengoku Otome: Momoiro Paradox Yoshino "Hideyoshi" Hide[1]
- Tiger & Bunny Kaede Kaburagi[1]

2012
- Accel World Yuniko Kozuki
- Ano Natsu de Matteru Rinon
- Inu x Boku SS Ririchiyo Shirakiin
- Kono Naka ni Hitori, Imōto ga Iru! Mei Sagara
- Sword Art Online Silica
- YuruYuri♪♪ Hanako Ohmuro

2013
- Arpeggio of Blue Steel ~Ars Nova~ I-400
- Bakuman 3 Mina Azuki
- Galactic Armored Fleet Majestic Prince Anna/Mayu
- Galieli Donna Hozuki Ferrari
- Love Lab Nana Ichikawa
- Ro-Kyu-Bu! SS Airi Kashii
- Sasami-san @ Ganbaranai  Tamamo-no-Mae
- Servant × Service Kanon Momoi
- Strike the blood Nagisa Akatsuki
- Tamako Market Anko Kitashirakawa

2021
- Shaman King Pirika Usui
- Tensei Shitara Slime Datta Ken Milim Nava

### Games
- Dengeki Bunko: Fighting Climax  como Enju Aihara, Last Order, e Airi Kashii
- Granblue Fantasy como Yaia e Catura
- Fire Emblem Heroes como Veronica
- Xenoblade Chronicles 2 como Ursula
- Akashic Chronicle como Layla